# Gonzalo Rodríguez García
Gonzalo Rodríguez (Barcelona, 2 de mayo de 1979) Doctor en Ciencias de la Actividad Física y el Deporte especializado en fútbol. Actualmente trabaja para Orlando City SC como director del departamento Médico y de Alto Rendimiento

## Trayectoria
Comenzó en el alto rendimiento como jugador de balonmano en la temporada 1998-1999, llegando a jugar en la liga ASOBAL con el Club Balonmano Ademar León y en las categorías inferiores de la selección española. 
Gonzalo Rodríguez una vez que terminó la Licenciatura en Ciencias de la Actividad Física y el Deporte por el INEF de León siguió su carrera como preparador físico en fútbol.
Empezò coordinando la preparaciòn física de la cantera de la Uniòn Deportiva Salamanca para después fichar la temporada 2008-2009 por el Liverpool Football Club.
Después pasó por el Real Valladolid Club de Fútbol de la mano de Antonio Gómez Pérez como entrenador. Posteriormente fichó por el Albacete Balompié equipo propiedad del jugador de fútbol Andrés Iniesta donde estuvo dos temporadas.
Además de su labor como preparador físico es doctor en Ciencias de la Actividad Física y el Deporte (2012) por lo que compagina siempre que puede sus labores en el terreno de juego con las clases en la Universidad.
Después de su experiencia en Europa, se trasladó a Asia, concretamente a Irak  para continuar su labor profesional  en el Erbil Fc, donde ganó la liga y quedaron subcampeones de la AFC Cup. Tras su paso por este club recibe la llamada de la selección Absoluta de fútbol de Irak y de Aspire Academy/Aspetar (Catar)donde estuvo desde diciembre de 2014 hasta el 2020, jugando la Copa de Asia del 2015 en Australia, las fases de clasificación para el Mundial de Rusia en 2018 y los JJ. OO. de Río de Janeiro en 2016. Posteriormente ficha por el Al Shorta SC (Irak) para jugar la Liga de Campeones de Asia.
En enero de 2021 firma como Director del Departamento de Alto rendimiento en el Club de Fútbol Santos Laguna (México), para posteriormente ocupar ese mismo puesto dentro del Grupo Orlegi ( Santos Laguna, Atlas de Guadalajara y Sporting de Gijón)
Desde julio de 2024 es el director del Departamento de Salud y Rendimiento del equipo Orlando City ( Estados Unidos).